# 極限夫婦
『極限夫婦』（きょくげんふうふ）は、きづきあきら・サトウナンキによる日本の漫画作品。『月刊アクション』（双葉社）にて、2022年2月号から2024年4月号まで連載。その後、『漫画アクション』（同）にて、2024年No.7から連載中。
2024年1月より、関西テレビにてテレビドラマが放送された

## 書誌情報
- きづきあきら・サトウナンキ『極限夫婦』双葉社〈月刊アクションコミックス〉、既刊7巻（2025年4月24日現在）
  1. 2023年4月12日発売[4][5]、ISBN 978-4-57-585831-0
  2. 2023年4月27日発売[6]、ISBN 978-4-57-585834-1
  3. 2023年6月12日発売[7]、ISBN 978-4-57-585860-0
  4. 2023年11月9日発売[8]、ISBN 978-4-57-585907-2
  5. 2024年5月10日発売[9]、ISBN 978-4-57-585964-5
  6. 2024年11月28日発売[10]、ISBN 978-4-57-586028-3
  7. 2025年4月24日発売[11]、ISBN 978-4-57-586083-2

## テレビドラマ
2024年1月19日（18日深夜）から3月22日（21日深夜）まで関西テレビの「EDGE」枠（関西ローカル）で放送された。

### キャスト

#### 第一章 船越夫婦の場合
船越桃子
演 - 松村沙友理

船越高弘
演 - 竹財輝之助

#### 第二章 玉川夫婦の場合
玉川杏子
演 - 岡本玲

玉川直樹
演 - 桐山漣

飯島由香
演 - 白間美瑠
直樹の母・麗子
演 - 浅野ゆう子

#### 第三章 北斗夫婦の場合
北斗亜紀
演 - 北乃きい

北斗達也
演 - 平岡祐太

### スタッフ
- 原作 - きづきあきら＋サトウナンキ『極限夫婦』（双葉社・アクションコミックス）[3]
- 脚本 - 保木本真也、渋谷英史[3]
- 監督 - 酒見顕守、高野有里（メディアプルポ）[3]
- 主題歌 - 黒子首「バタフライ」（TOY’S FACTORY）[13]
- エクゼクティブプロデューサー - 吉條英希（関西テレビ）[3]
- プロデューサー - 田中健太（関西テレビ）、伊藤茜（メディアプルポ）[3]
- 制作著作 - 関西テレビ[3]
- 制作協力 - メディアプルポ[3]

### 放送日程
| 章     | 話数   | 放送日  | サブタイトル    | 脚本 | 監督 |
| ------ | ------ | ------- | --------------- | ---- | ---- |
| 第一章 | 第1話  | 1月19日 | 船越夫婦の場合① |      |      |
| 第一章 | 第2話  | 1月26日 | 船越夫婦の場合② |      |      |
| 第一章 | 第3話  | 2月02日 | 船越夫婦の場合③ |      |      |
| 第二章 | 第4話  | 2月09日 | 玉川夫婦の場合① |      |      |
| 第二章 | 第5話  | 2月16日 | 玉川夫婦の場合② |      |      |
| 第二章 | 第6話  | 2月23日 | 玉川夫婦の場合③ |      |      |
| 第三章 | 第7話  | 3月01日 | 北斗夫婦の場合① |      |      |
| 第三章 | 第8話  | 3月08日 | 北斗夫婦の場合② |      |      |
| 第三章 | 第9話  | 3月15日 | 北斗夫婦の場合③ |      |      |
| 第三章 | 最終話 | 3月22日 | 北斗夫婦の場合④ |      |      |

| 関西テレビ EDGE                    | 関西テレビ EDGE                      | 関西テレビ EDGE                                                 |
| 前番組                             | 番組名                               | 次番組                                                          |
| ---------------------------------- | ------------------------------------ | --------------------------------------------------------------- |
| 全ラ飯 （2023年4月14日 - 6月30日） | 極限夫婦 （2024年1月19日 - 3月22日） | 社内処刑人 〜彼女は敵を消していく〜 （2024年4月19日 - 6月21日） |